# Fantômes déchaînés
Pour plus de détails, voir Fiche technique et Distribution.
Fantômes déchaînés (titre original : A-Haunting We Will Go) est un film américain réalisé par Alfred L. Werker, sorti en 1942.

## Synopsis
Laurel et Hardy doivent convoyer par train un cercueil, dans lequel se cache un dangereux malfrat, jusqu'à Dayton. Malencontreusement, le cercueil est échangé et confondu avec celui de scène appartenant à Dante le magicien.

## Fiche technique
- Titre original : A-Haunting We Will Go
- Titre en français : Fantômes déchaînés
- Réalisation : Alfred L. Werker
- Scénario : Lou Breslow et Stanley Rauh
- Directeur de la photographie : Glen MacWilliams
- Producteurs : Hal Roach et Sol M. Wurtzel
- Production : 20th Century Fox
- Société de distribution :  20th Century Fox
- Pays de production :  États-Unis
- Langue : anglais
- Format : Noir et blanc - 35 mm - 1,37:1  -  sonore
- Genre : Comédie
- Longueur : sept bobines
- Dates de sortie : 
  - États-Unis : 7 août 1942

## Distribution
Source principale de la distribution :
Légende : les VF indiquées ci-dessous proviennent du redoublage de 2007.
- Stan Laurel (VF : Damien Witecka) : Stanley
- Oliver Hardy (VF : Roger Carel) : Oliver Hardy
- Dante (VF : Gérard Hernandez) : Dante the Magician
- Sheila Ryan : (VF : Patricia Legrand ?) Margo
- John Shelton (VF : Lionel Tua) : Tommy White
- Don Costello (VF : Bernard Métraux) : Doc Lake
- Elisha Cook Jr. (VF : Jean-François Kopf) : Frank Lucas
- Edward Gargan (VF : Roger Lumont): Lt. de police Foster
- Addison Richards (VF : Jean-Claude Balard) : Attorney Malcolm Kilgore
- George Lynn (VF : Bruno Dubernat) : Darby Mason
- James Bush (VF : Michel Dodane) : Joe Morgan
- Lou Lubin (VF : Patrice Dozier) : Dixie Beeler
- Robert Emmett Keane : Parker
- Richard Lane (VF : Jean-Claude Montalban) : Phillips
- Willie Best : un serveur
- Walter Sande (non crédité) : L'homme pressé

Voix additionnelle : Dominique Paturel
Direction artistique : Nathalie Raimbault